# Liste des ducs de Ferrare
 (mai 2024).
Si vous disposez d'ouvrages ou d'articles de référence ou si vous connaissez des sites web de qualité traitant du thème abordé ici, merci de compléter l'article en donnant les références utiles à sa vérifiabilité et en les liant à la section « Notes et références ».
Cet article contient la liste des ducs du duché de Ferrare, un ancien État italien qui occupait territorialement en partie l'actuelle Émilie-Romagne dans le nord de l'Italie, autour de la ville de Ferrare.

## Création du duché
Marquis de Ferrare et duc de Modène et Reggio depuis le 1er octobre 1450, Borso d'Este reçoit de l'empereur Frédéric III la confirmation sur ses fiefs (car il était enfant illégitime) et le titre de duc le 18 mai 1452.
Le 12 avril 1471, il est également reconnu comme duc de Ferrare par le pape Paul II dans la basilique Saint-Pierre à Rome.

## Fin du duché
Alphonse II, n'ayant pas d'héritier direct, désigna comme successeur son cousin César (fils d'Alphonse, demi-frère d'Hercule II). L'acte est reconnu par l'empereur mais pas par l'Église, parce que son oncle Alphonse n'est pas de naissance légitime.
À la mort d'Alphonse II, le pape Clément VIII se réapproprie Ferrare, fief pontifical, profitant de la faiblesse de César d'Este, qui se replie sur ses autres terres : les duchés de Modène et de Reggio d'Émilie.

## Liste des ducs de Ferrare
1. 1450-1471 : Borso d'Este
2. 1471-1505 : Hercule Ier (Ercole I)
3. 1505-1534 : Alphonse Ier (Alfonso I)
4. 1534-1559 : Hercule II (Ercole II)
5. 1559-1597 : Alphonse II (Alfonso II)